# Третьяк, Максим Владимирович
Макси́м Влади́мирович Третья́к (укр. Максим Володимирович Третяк; род. 5 ноября 1984, погиб защищающие Украину Винница) — украинский боксёр, представитель легчайшей и полулёгкой весовых категорий. Выступал за сборную Украины по боксу в 2000-х годах, победитель и призёр турниров международного значения, участник летних Олимпийских игр в Афинах. Мастер спорта Украины международного класса.

## Биография
Максим Третьяк родился 5 ноября 1984 года в городе Винница Украинской ССР. Серьёзно заниматься боксом начал в возрасте десяти лет, проходил подготовку под руководством заслуженного тренера Украины Леонида Лоивского.
Дебютировал на международной арене в сезоне 2001 года, когда вошёл в состав украинской национальной сборной и выиграл серебряную медаль на юниорском чемпионате Европы в Боснии и Герцеговине. Год спустя одержал победу на Кубке Балатона в Венгрии, получил бронзу на чемпионате мира среди юниоров в Сантьяго-де-Куба. Ещё через год был лучшим на юниорском европейском первенстве в Польше.
Начиная с 2004 года боксировал на взрослом уровне, в частности выиграл серебряные медали на Мемориале Странджи в Болгарии и на чемпионате CISM в США, дошёл до четвертьфинала на чемпионате Европы в Пуле, уступив по очкам болгарину Детелину Далаклиеву. Благодаря череде удачных выступлений удостоился права защищать честь страны на летних Олимпийских играх в Афинах — в категории до 54 кг благополучно прошёл первых двоих соперников по турнирной сетке, тогда как в третьем четвертьфинальном бою со счётом 12:32 потерпел поражение от азербайджанца Агаси Мамедова.
После афинской Олимпиады Третьяк остался в составе боксёрской команды Украины и продолжил принимать участие в крупнейших международных соревнованиях. Так, в 2005 году он успешно выступил на Кубке мира в Москве, побывал на чемпионате мира в Мяньяне, где уже на предварительном этапе был побеждён представителем Германии Рустамом Рахимовым.
В 2006 году боксировал на Кубке мира в Баку, принял участие в матчевой встрече со сборной США, выиграв по очкам у американского боксёра Дэвида Кларка.
На мировом первенстве 2007 года в Чикаго дошёл до 1/8 финала, проиграв венесуэльцу Эктору Мансанилье.
Пытался пройти отбор на Олимпийские игры 2008 года в Пекине, однако на двух европейских олимпийских квалификациях в Пескаре и Афинах выступил неудачно, проиграв ирландцу Джону Джо Невину и французу Али Аллабу. При этом на чемпионате Украины в Евпатории стал серебряным призёром в полулёгкой весовой категории, проиграв в финале Василию Ломаченко.
На чемпионате Украины 2009 года в Кривом Роге вновь встретился в финале с Ломаченко и снова уступил ему.
Последний раз боксировал в зачёте украинского национального первенства в сезоне 2010 года, став бронзовым призёром в полулёгком весе.
Окончил Винницкий торгово-экономический институт Киевского национального торгово-экономического университета (2007).
За выдающиеся спортивные достижения удостоен почётного звания «Мастер спорта Украины международного класса».